# Chalā Sar
Chalā Sar (persiska: چلا سر) är en ort i Iran.   Den ligger i provinsen Mazandaran, i den norra delen av landet, 140 km norr om huvudstaden Teheran. Chalā Sar ligger 34 meter över havet och antalet invånare är 571.
Terrängen runt Chalā Sar är varierad.Runt Chalā Sar är det ganska tätbefolkat, med 116 invånare per kvadratkilometer. Närmaste större samhälle är Tonekābon, 7,6 km öster om Chalā Sar. I omgivningarna runt Chalā Sar växer i huvudsak blandskog.